# スピナマラダ!
『スピナマラダ!』（SUPINAMARADA）は、野田サトルによる日本の漫画作品。アイスホッケーを題材にしたスポーツ漫画である。また、アオハル0.99号に掲載された同作者の『巨神兵ちゃんの恋-スピナマラダ!外伝-』、事実上のリブート作である『ドッグスレッド』についてもこの項にて記述する。

## 概要
『週刊ヤングジャンプ』（集英社）2011年33号より2012年49号にかけて連載された、氷都・苫小牧が舞台の硬派アイスホッケードラマである。キャッチコピーは「氷都を焦がす灼熱のアイスホッケーコミック!!!」。連載終了後には、アオハル0.99号にて本編の登場人物・磯野和歌美が主人公の物語が読み切りとして描かれた。
タイトルはアイスホッケーの技“スピナラマ”（Spin-o-rama）と北海道弁の“なまら”を掛け合わせた造語で、“なまら”が入っているのは北海道色を出したかったことと、スピナマラダ!という造語であればネットで検索した時に最初に出てくるからと作者自身が語っている。アルファベットでのスピナマラダの綴りは『SUPINAMARADA』であり、ヤングジャンプ掲載時は“NAMARA”の部分だけ文字の色が違っていた。
作中ではアイスホッケー知識の無い読者に向けてその都度ルールや用語に対しての説明がなされ、シュートや得点シーンは様々な角度から見た視点で描かれている。また、アイスホッケーを主軸とした物語であるが、時おり他の漫画や映画、スポーツ選手などのオマージュと見られるパロディや、シリアスなシーンの中にギャグ要素・コメディが込められているのも特徴の一つである。
10年近いアシスタント生活を続けていた作者初の連載だったが、読者からの反応は薄く、同誌編集長から「時間を無駄にして欲しくない」と連載終了を告げられ全6巻で完結。後には「今思えばわかりにくいタイトルや話の運び方など、反省点はたくさんある。一度読者を引き込むことに失敗すれば、挽回するのがどれだけ難しいかを痛感させられた」と語り、「あの悔しさは次作が売れなければ癒やせない。絶対にヒットさせて見返してやる」という気持ちが次作『ゴールデンカムイ』の原動力になったという。

## あらすじ
フィギュアスケートでオリンピックを目指す有望な選手だった東京の中学生白川朗は、全日本フィギュアスケートジュニア選手権の前日にコーチと衣装作りを担当していた母を交通事故で亡くしてしまう。父親のいないロウはフィギュアを続けられなくなり、双子の妹と共に母方の祖父に引き取られ北海道・苫小牧に引っ越すことになった。そこでロウは超高校級アイスホッケープレイヤー・源間兄弟と宿命的な出逢いを果たす。

なりゆきから転校先のアイスホッケー部の助っ人として試合に出場することになったロウは、源間兄弟の弟・慶一との対戦を通じて、アイスホッケーへ心惹かれるようになる。しかし慶一たちの憧れであり苫小牧の誇りでもあった勇払高校アイスホッケー部は、ロウたちの目前でインターハイ決勝戦で敗れ、20連覇の偉業を逃してしまう。

その年の四月、勇払高校アイスホッケー部に入部したロウと慶一は反目し合いながらも、顧問・二瓶利光の旧態依然とした指導に耐え従い、インターハイ王者奪還を目指す。

## 登場人物

### 主要人物
白川 朗（しらかわ ろう） / ロウ
主人公。15歳の中学生。友達も彼女も作らず生活の全てをフィギュアに捧げてきた。髪は淡色。
人一倍プライドが高くて馴れ合いを嫌う性格（ハルナから見たロウのイメージ）であり天邪鬼。動物・昆虫が嫌いで潔癖症。勇払高校入学後は同期部員の小杉・安海と祭りを楽しんだり、当初は毛嫌いしていた苫小牧の子供たちと一緒に草ホッケーで遊ぶようになるなど、性格に若干の変化があった。
東京在住時
全日本フィギュアスケートジュニア選手権大会では大本命の優勝候補であり、試合の前日に母を亡くすもショートプログラムでトップの点数を獲得。しかし採点が不服なため大暴れして失格となる。その後、兄妹2人は北海道苫小牧の親族へ引き取られ東京の家を離れることになった。
宮森中学校3年生時
双子の妹・春名とともに宮森中学校へ編入。引っ越した家の近くの凍った池で、源間兄弟と遭遇し、アイスホッケー勝負の最中に彼らのゴールポストを池へ沈めてしまう。居候の身であるため弁償する代金を用意できず、宮森中学校の隅に捨て置かれていた古いゴールポストを発見し持ち去ろうとしたところを土肥らに見つかり阻止される。譲る条件として、アイスホッケー部の助っ人として練習1日のみで北陵中学校との練習試合へ出場することになる。背番号66を背負い、試合では46点以上失点したが、敵のキャプテンである慶一をスケーティングで翻弄し、シュートは防がれたものの土肥が詰めていたことで1点を取り、宮森中アイスホッケー部は一矢報いることができた。インターハイの5日前、池のリンクで浩一の練習に付き合って高くジャンプした際、エッジで浩一の左目の上の皮膚を切ってしまう。インターハイ当日、マサトからフィギュアの会場に来るよう言われたが、浩一に対する罪悪感のもありアイスホッケーの会場へ向かう。次第にアイスホッケーの魅力に惹かれアイスホッケーでオリンピックに出ることを春名に宣言。その後、土肥に教えを請い、基礎的な技術を習得。宮森中学卒業後は勇払高校へ進学した。
勇払高校入学後
アイスホッケー部に入部し、前近代的な利光の方針に反発しつつも部活動を継続。練習初日に『ババア水』を飲み干している。勇払の連覇が途絶えた原因が自身にもあると知り、浩一に対して負い目を感じるようになる。当初は白ジャージだったが、高校選抜では「2つ目」として出場した。
エッジの使い方が上手くスピードがあり、特にバックスケーティングが速い。ジャンプは高く、ホッケー靴でもトリプルアクセルが可能であり、それ以外にもフィギュアスケートの動きを利用した奇抜な攻めを行う。柔軟性などを含め、身体能力は総じて高いがレシーブは苦手であった。後に一輪車に乗ってゴルフボールをスティックで扱う自主練を行うようになり、物語終盤ではパックを相手の股下を通してドリブルで抜き去るなどハンドリングの上達が見えた。背番号66、スティックはレフトハンド。ポジションは主にレフトウイング（フォワード）。
劇中最終戦のインターハイ決勝戦・清里戦での同点延長戦で、慶一からのドロップパスを受けスピナラマで浩一から得点を奪い、勇払高校を自らの手で優勝に導いた。単行本6巻の最終話後の追加ページでは日本代表のユニフォームを纏い、試合に臨む後姿が描かれている。
白川 春名（しらかわ はるな） / ハルナ
ロウの双子の妹。家庭の経済状況が厳しく、母が才能のあるロウを選んだため大好きなフィギュアスケートを諦めさせられた。ロウがフィギュアを続けられる最後のチャンスだった大会で問題を起こしたことに憤りを感じている。宮森中学卒業後はロウと共に勇払高校へ進学した。
ロウから勇払高校が全国大会で優勝することを賭けに持ちだされ、最終話では捨てたと思われていたスケート靴を再び履き、ロウと共に凍った池のリンクに立った。その時に苫小牧にある女子アイスホッケーチームに興味を持ち、「見学に行ってみようかな」とロウに打ち明けていた。
源間 慶一（げんま けいいち）
源間兄弟の弟(次男) でロウと同じ歳。黒目の輪郭が四角く描かれている。2歳からアイスホッケーを始め中学校2年生まではディフェンスだった。パワーとハンドリングに定評があり、また、中学生にしてキレの良いスピナラマ（Spin-o-rama）を使っていた。幼い頃からともに練習してきた賢吾のことを兄と同じくらい高く評価し、慕っている。父も勇払高校出身。磯野和歌美とは小学校から学校が同じであり、和歌美に好意を持っているが照れがあるため本心を伝えられずに一方的にからかうだけの関係に留まっている。また、お菓子や昆虫に執着するなど精神的に幼い傾向がある。
中学生時
北陵中学アイスホッケー部主将。背番号8、センターフォワード、ライトハンド。
暴力的で頭も素行も悪く、「日本アイスホッケー界の底上げ」と称して近所の小学生をいじめて遊んでいた。
勇払高校入学後
勇払高校へ推薦入学し、髪を丸刈りにしてアイスホッケー部へ入部。練習初日に『ババア水』を受け取ったが口をつけただけで実際に飲んだかは不明。入部当初から「2つ目」のディフェンスを務めた。ロウを快く思わず、事ある毎に対抗意識を燃やす。自身の実力や経歴に誇りを持っており、同級生に対して見下した発言をする。そのプライドが重圧となり裏目に出ることもある。
背番号は8。練習中のフェイスオフは無敵の強さを誇る。持久力の無さが弱点だったが、高校選抜後は徐々に克服しつつある。シュート時のパックの速度は150km/hと速く、威力もある。兄の転校を機に再び髪を長く伸ばすようになる。
劇中最終戦のインターハイ決勝戦・清里戦では誰よりも体を張ったディフェンスで昌紀をフォローし、延長戦ではシュートを打ったと見せかけたロウへのドロップパスで決勝点となるアシストを果たした。インターハイ後はU-18世界選手権へ抜擢された。単行本6巻の最終話後の追加ページでは日本代表のユニフォームを纏い、悠人に肩を叩かれている姿が描かれている。
源間 浩一（げんま こういち）
源間兄弟の兄で慶一の1つ年上。苫小牧の少年の間で有名なホッケー選手。北陵中学校出身。
勇払高校アイスホッケー部所属。ゴールキーパー。背番号33。キャッチハンドはレフト。
背が高く、坊主頭にフック状に伸びた髪の毛が特徴。黒目の輪郭が弟の慶一と同じく四角く描かれている。冷静沈着で意志が強い。暴力を振るいがちな慶一を窘めたり樋口からの誘いを丁重に断ったりするなど社交性に長けている。樋口によると学校での成績も良いらしい。恵まれた身体能力と抜群の反射神経と読みを合わせたセービングを行う。ロウと出会い、そのスケーティング技術に興味を示し何かと気にかける。意外とメンタルが弱い面があり、気持ちが弱くなるとゴールポストに向かってブツブツと話しかける癖がある。
勇払高校1年生時
1年生時から正ゴールキーパーであり、インターハイ準決勝まで全試合無失点を達成。決勝の5日前の個人練習でロウに目の上の皮膚を傷つけられ、決勝戦では左目に入った血で視界が塞がり、八戸清里高校の背番号23番に得点を許し、勇払高校の20連覇の記録を途切れさせてしまった。のちに『ババア水』を飲んでいたことが判明した。
勇払高校2年生時
高校選抜で八戸清里高校戦に再び先発キーパーとしてフル出場するが、リバウンドから起き上がる際に必ず左足から立ち上がるという自身の弱点を執拗に攻められ5失点し、チームも敗れた。翌日に単独で同校の試合を観戦していた所を弘紀に声をかけられ、敵であるにもかかわらず、自身の弱点を教えられたことと彼の信条に感銘を受け、世界へ通用するゴールキーパーとなるため、八戸清里高校への転校を決断した。
八戸清里高校へ転校後
背番号は同じく33。弘紀から専門的な個別指導を受ける。当初は快く思わない部員たちから手痛い歓迎を受けたが、最終的には実力を認められて清里の3年生から正キーパーに推されるようになる。
劇中最終戦のインターハイ決勝戦・勇払戦では立ち足のクセは矯正され勇払の戦い方を知り尽したこの上ない高い壁のキーパーとして立ちはだかる。インターハイ後はU-18世界選手権の正キーパーに決定。単行本6巻の最終話後の追加ページでは日本代表のキーパーとして出場している姿が描かれている。
磯野 和歌美（いその わかみ）
勇払高校スピードスケート部の特待生。番外編『巨神兵ちゃんの恋』での主人公。髪型はショートボブ。北陵中学出身。身長185センチメートルで鍛え上げられたたくましい大腿四頭筋を持ち、力んだり緊張するとスパッツやユニフォームが破裂するように破れることがしばしばある。アダ名は巨神兵。昔から憧れていたロウが同じ学校の同級生だと知りハルナに近づく。クラスは1年6組で源間慶一とは同じクラスで小学校からの顔馴染み。匂いフェティシズムな傾向がある。父はスピードスケートの国体選手。劇中最終戦の勇払-清里戦が行われていた日光霧降アリーナの隣のリンクで行われた女子スピードスケートインターハイ決勝戦に臨み、優勝した暁にはロウに告白すると自らに誓い優勝を果たし、番外編ではロウへ告白するシーンが描かれた。

### 宮森中
ロウとハルナが転入した中学校。2人が転入した翌年の3月に廃校が決まっていて、廃校後は生徒は北陵中へ通うことになる。

#### ホッケー部
過去1年間1得点もしたことがない。部員は3年生1名、2年生4名。かつては強豪とも肩を並べる強さだったが2年前に指導者が北陵中に転勤。それにより小杉以外の3年部員は退部。
土肥 つよし（どひ つよし）
2年生。背番号47、レフトハンド。身長が低く豚鼻で太眉、二重で睫毛が長く髪型は七三風である。プライベートでは近所の小学生に1人混じって草ホッケーで遊んでいる。趣味は切手集め。後にロウにアイスホッケーの基本技術を教え、この頃からロウに土肥教官と呼ばれるようになった。統廃合により中学校3年生になってから北陵中ホッケー部へ所属するが未だベンチにも入れていない。ロウが勇払高校へ入学した後も度々登場しているが、アイスホッケーをしている描写はほぼ無く、出番の殆どがコメディリリーフとしての登場である。一輪車に乗って近所の幼女と遊んでいたところをロウに目撃され、これがきっかけでロウは一輪車を使ったハンドリングの自主トレーニングを行うようになる。アイスホッケーに関する知識は豊富なようで、ロウと観戦していた清里戦でヤーガームーブの説明をした。単行本5巻のオマケ漫画では仮装大賞に一人で出演した。北陵中学卒業後は勇払高校に入学し、アイスホッケー部に入部した。
小杉（こすぎ）
中学生時
唯一の3年生部員で主将を務める。ロウのクラスメイト。皮肉屋だが、宮森中ホッケー部への思い入れは強い。宮森中学校卒業後は勇払高校へ進学した。
背番号9。足に自信があるが、ロウがバックスケーティングで簡単に張りつける程度のもの。スタミナも無い。レフトハンドだが、試合中は器用に持ち替えている。
勇払高校入学後
アイスホッケー部に入り、ハードなトレーニングに苦しみながらもなんとか脱落せずに続けているが「白ジャージ」のままである。アイスホッケーに関して無知なロウへ解説する場面が多い。雪花高校との練習試合に出場、前半はラフプレーに脅えていたが徐々に実力を発揮するようになった。同試合ではロウの人生初得点へのアシストをした。1年生時のインターハイでは背番号9となった。
YASUDA
2年生。背番号2、レフトハンド。厚い唇が特徴。試合では特に目立った活躍はない。卒業後は勇払高校に入学し、アイスホッケー部に入部。
KURITA
2年生。背番号5、ライトハンド。坊主頭と団子鼻とにきびが特徴。北陵中学戦で唯一の得点だったきっかけを作った。卒業後は勇払高校に入学し、アイスホッケー部に入部。
MATSUDA
2年生。背番号35。ゴールキーパー。キャッチハンドはレフト。弱気な発言をするKURITAの頭を叩いたり、平手打ちをするシーンがある。卒業後は勇払高校に入学し、アイスホッケー部に入部。

### 北陵中
宮森中から指導者を迎え急激に強くなった学校。慶一の母校であり、後に土肥らも編入する。
富士 寛之（フジ）
2年生。背番号12、ライトハンド。部内の誰よりスケーティングが上手いという自信を持つ。次期主将。極太眉毛。卒業後は勇払高校に入学し、アイスホッケー部に入部。
向井 歩（むかい）
2年生。背番号13、レフトハンド。黒目が大きくこけしのような顔をしている。小杉の幼馴染で学区は宮森中だが指導者の転勤を知り北陵へ入学。卒業後は勇払高校に入学し、アイスホッケー部に入部。
OKABE
北陵中学のゴールキーパー。背番号39。ロウがオフサイドを知らずに決行したことにツッコミを入れた。

### 北海道苫小牧勇払高等学校
インターハイ19連覇中の高校ホッケー界の王者。日本代表も複数輩出している。圧倒的なフィジカルの強さの根幹である陸上トレーニングは「ボッコ」と呼ばれる鉛を打ち込んだ重さ6キログラムの木の棒を担いだまま行う。勇払の伝統的な番号である背番号19は主にキャプテンが背負う。校内には運動部寮が完備されている。試合での役割によって、練習時に着るジャージの色が5つのグループに分けられている（後述）。部員は基本的に丸刈りであるが、ロウや慶一のように髪を伸ばす部員もいる。
二瓶 利光（にへい としみつ）
勇払高校アイスホッケー部監督。48歳。
無名だった頃の勇払OBでキャプテン（背番号19）としてチームを率いて初の全国制覇をなしとげ『生きる伝説』と称される。
目つきが鋭く、髪も髭も整えておらず、ホームレスと見間違われることもあった。生徒は一般、推薦、特待に関わらず等しく扱う。練習メニューでは基準を満たした者にしか水を飲ませないという旧態依然とした考えの持ち主。愛車は“ラブワゴン”。練習中・試合中に関わらず普段はジャージ姿だが、インターハイ決勝戦のみ黒いスーツに袖を通し指揮を執る。後述の老婆の民家の天井に張り付いて水を飲む1年生を監視したり、昌紀の父親が差し入れしたイクラを食べた部員全員が食中毒を起こす（以下「イクラ食中毒事件」とする）中、同じイクラを一緒に食べたにも関わらず、なぜか食中毒が発症しなかったりするなど、常人離れした身体をしている。また下記のような特徴的な行動もある。
興奮走り
練習中・試合中に部員の活躍を目にして興奮状態になると、両手をひじを曲げた状態で掲げてその場で走り出すくせがある。「ウンコしたあとのネコのよう」と呼ばれる。
指導
部員（対象は他校の生徒、監督、OBの場合もある）に処罰等を下す時「指導」と叫び、平手打ちを見舞う。さらに直人曰くの“ご乱心”状態になると、屈強であるはずの勇払ホッケー部員全員で取り押さえようとしても抑えられない（指一本でも動かせられれば攻撃してくる）ほどの戦闘能力を発揮し、周囲の人間が行動不可能になるまで「指導」を行う。

#### 新3年生
紅露 直人（こうろ なおと）
背番号19（2年生時56）、ライトハンド。新キャプテン。ポジションは「1つ目」のセンター。色黒で厚い唇、キラキラした大きな眼に長い睫毛、プリンと締った尻が特徴。擬音は「ムチン」「プリン」と表示されることが多い。中学時代は凶暴だったため出身地の釧路の高校には入れなかった。一年生時は『ババア水』を飲んだ様子。寮生。
劇中屈指のフィジカルの強さの持ち主として描かれることが多く、ボディチェックなどで激しい衝撃を受けた後も何事もなかったように復帰するタフネスさとバネを持つ。切り返しが異常に速く、八戸清里の仲元ですら何度も振り切られている。気持ちの切り替えが早くて味方を鼓舞する場面が多く、常人なら務まらないと言われる勇払ホッケー部のキャプテンを務めるなどメンタル面も非常に強い。練習時、マッチ中の相手チームであるロウにダンプインの説明をしたり、フェイスオフに関して相談する賢吾に助言をしたりするなど、まとめ役として部員との関係も良好のようである。普段は面倒見がよく温厚な性格だが、部員と厳しく接する時には凶暴だった頃の一面を見せる。勇払高校卒業後はアジアリーグの選手となった。単行本6巻の最終話後の追加ページでは鼻下と顎に髭を生やし日本代表のユニフォームを纏い、試合に臨む姿が描かれている。
甲斐 賢吾（かい けんご）
背番号25、ライトハンド。北陵中学出身。頬にある先天性の白斑が特徴。樋口とも仲がよい。ポジションは「2つ目」のセンターでディフェンスの経験は全く無い。新3年生で一番スケーティングが速く、性格は短気で好戦的。札幌祭りで雪花の不良にからまれた1年生の仇をとろうと報復を企んだり、試合前に暴力行為に及ぼうとする発言をしたりする。父子家庭で育ち源間家と昔から付き合いがあり、回想での会話により父親もアイスホッケー選手で源間兄弟の父と同期であった可能性がある。高校選抜ではアシスタントキャプテンで出場。フェイスオフに関して悩む時期があったが、直人の助言、慶一の自分に対する気持ちを知り奮起することとなる。試合中の活躍は持ち前の足の速さを活かし、相手チームのパスをカットしたり、得点に絡むアシストパスを出したりと周辺視野の良さを見せる。勇払高校卒業後はインターハイでの活躍が認められ関東の有名大学チームへ入った。
小林 政彦（こばやし まさひこ）
背番号16、ディフェンス。「1つ目」所属で手堅い守りをする。大きめの鼻と目の直上から生えている黒い眉毛が特徴。
東条（とうじょう）
背番号23。目の周りにクマがある。「2つ目」のライトウイングを務める。

#### 新2年生
浩一の同級生。
牛山 草太（うしやま そうた）
背番号27、ライトハンド。ポジションは「一つ目」のフォワード（ライトウイング）。新2年生の中では最もスケーティングが速い。道南出身で浜言葉を喋るため、とても訛りが強く、さらに滑舌が悪い（熊野曰く、藤波辰爾より滑舌が悪い）ので、幼馴染の熊野しか言葉を理解できない。やや伸びた前髪と下がった眉が特徴。柔道の経験者。3年生時には新キャプテンとなる。寮生。
熊野 智弘（くまの ともひろ）
背番号5、レフトハンド。ポジションは「一つ目」のフォワード（レフトウイング）。牛山と6歳の頃からの幼馴染で、言葉を聞き取ることが出来るため通訳をするシーンが多い。眉骨が張っていて眉毛がなく、淡色の髪をした坊主頭で強面な容姿が特徴。3年生時に牛山がキャプテンになったことにより、チームメイトからダバディと呼ばれるようになる。寮生。

#### 新1年生
ロウや慶一の同級生。初期は19名。
安海 昌紀（あずみ まさき）
背番号61。ポジションはゴールキーパー。キャッチハンドはレフト。奥目で眉毛が逆立っている。札幌星林中学校、札幌雪ん子ホッケークラブ出身で当時のあだ名は（ドジっ子）アズミン。
アイスホッケーに関する勝負運はめっぽう強いが、日常ではその反動で周囲に思わぬトラブルを多々与えたり、周りから巻き添えを受けたりしている（「安海の法則」）。雪花高校との練習試合ではフル出場し無失点に抑えた。浩一が清里に転校した後の正ゴールキーパーとなる。寮生。
劇中最終戦のインターハイ決勝戦・清里戦でゴール前の混戦でパックを見失い、決定的な得点チャンスを作られるも慶一がパックを手で抑えたため、悠人とペナルティショットで対決を行う。結果これを防ぎ、試合は慶一の体を張ったディフェンスもあり無失点に抑えて勇払高校の正キーパーとして優勝に貢献した。
水嶋 ヒロシ（みずしま ヒロシ）
背番号15、レフトハンド。睫毛が長く左の口元にほくろがあり、肥満体型で足が遅い。監督に微笑みデブと呼ばれる。特技は脇オナラ。釧路出身で勇払高校アイスホッケーに小さい頃から憧れていた。叔父夫婦の世話になっている。新入生歓迎スペシャルメニューの初日、あまりの辛さに途中で逃げ出してしまうが翌日復帰。その後2ヵ月の練習に耐え、外見が激変しスリムになった。雪花高校との練習試合では体を張ったディフェンスや、コーナーを使ったロングパスをする場面がある。1年生時の高校選抜では（イクラ食中毒事件にて）欠員の出た「4つ目」に組み込まれた（ただし以下の小木野・関根と共に試合に出た描写はない）。
小木野（おぎの）
背番号13。丸に近い目とげっ歯類のような出っ歯が特徴。水嶋と同じく1年生時の高校選抜で欠員の出た「4つ目」に組み込まれた。
関根（せきね）
背番号不明。四角い眼が特徴。1年生時の高校選抜で欠員の出た「4つ目」に組み込まれた。

#### 学年不明の上級生
TERAO
背番号2。高校選抜では1つ目、2つ目のディフェンスとして出場。
TERAO
背番号17。高校選抜では2つ目のディフェンスとして出場。
小野寺（おのでら）
背番号不明。劇中では名前のみ登場。普段は「4つ目」所属だが、高校選抜時はイクラ食中毒事件で欠員の出た「3つ目」へ繰り上げられた。

#### その他
樋口（ひぐち）
源間浩一が一年生時の旧キャプテン。背番号19。大きな鼻が特徴。
5歳の時から勇払高校のアイスホッケー部のファンであり、それからずっとインターハイ連覇の新聞記事を切り抜きスクラップブックを作っていた。自身が最後に出場したインターハイでは清里高校の桐渕の高いセンスを見抜き警戒していた。大会後は勇払の連覇を終わらせた自身を誰よりも責めていた。
高校卒業後に東京の名門私大にスカウトされたが、勇払OBが原因で大学をやめ苫小牧へ帰る。その後、薄い顎鬚と口髭を生やし、地元の不良とつるむようになり、ヤクザの使い走りのようなことをしていた。インターハイ決勝戦の失点は自分ではなく浩一にあるという考えに至り、源間兄弟を逆恨みしていた。高校選抜の八戸清里戦後のベンチ裏での出来事がきっかけで更生し、利光の手引きにより関西の大学チームでホッケーへ復帰する。劇中最終戦の勇払－清里戦では客席から声援を送っていた。
ヤシロ
樋口と同級生でポジションはゴールキーパー。浩一と先発キーパーの座を争っていたが浩一が出場した試合で控えに回った際、利光にユニフォームのすき間から腰にカイロを貼っていたことを目撃され、以降二度と使われることはなくなった。
恩田（おんだ）
先代の監督。荒廃していた勇払高校がアイスホッケーで世間の注目の集めることで必ず変わるという信念の元に指導を行った。

### 八戸清里高等学校
インターハイ決勝戦・翌年度の高校選抜で勇払高校と対戦した青森県八戸市の高校。精確で速いロングパスを多用し、パスレシーブ技術の高いチーム。部員は基本的に頭を丸刈りにしている。
若林 弘紀（わかばやし ひろき）
アイスホッケー部監督。短い顎鬚が特徴。現役時はゴールキーパーであり、引退してから清里の監督に就任する2年前まではロシアのプロチームでゴールキーパーのコーチをしていた。浩一の癖から弱点をいち早く見抜き、清里の選手に様々な戦術を授ける。作戦や読みが的中した時は特徴的な手の叩き方をする。浩一の素質をこれまでの日本人GKとして最高と評価しており、敵同士という立場を越え弱点を敢えて教えた。最先端の技術を取り入れることが勝利への近道だと考え、勇払の練習（利光の指導方針）を時代遅れと心の中では思っていたが、毎試合勇払のフィジカルの強さには舌を巻き、強さの根幹である超原始的な練習も未知の領域に到達するには必要かもしれないと悟った。

#### 主力選手
桐渕 悠人（きりぶち ゆうと）　
背番号68、レフトハンド、ライトウイング。パックをあたかもお手玉のように扱える非常に高いハンドリング技術と、パックをスティックに乗せた状態で回転するヤーガームーブを中心とした多様な技でトリッキーな戦い方をする清里のエースで、訛りが強く試合中も南部弁を話す、欧米人風の外見の選手。方向音痴であり、船酔いするなどの弱点がある。高校選抜では浩一から3得点（内1得点はエンプティゴール）奪った。転入後、馴染めなかった浩一に助言をした。八戸市の鮫駅近隣に在住。実家は美容室。インターハイ後は弘紀のツテでロシア留学を決めていたが、勇払戦での敗戦が悔しくて1年延期した。単行本6巻の最終話後の追加ページでは顎に髭を生やし日本代表のユニフォームを纏い、慶一の肩を叩く姿が描かれている。
仲元（なかもと）
背番号57、ライトハンド、ディフェンス。キャプテン。眉の両端が太く、高く長い鼻をしている。前年度のインターハイにも出場。
水野（みずの）
背番号29、キャッチハンドはレフト。唇が厚く、「へ」の字状の眉が特徴でやや馬面。前年度も正ゴーリーとしてインターハイに出場。その後、監督の指導により格段に上手くなった。高校選抜の2週間前に右肩を脱臼し、勇払高校戦では利光に痛みを見抜かれ、勇払高校から執拗に狙われたものの3失点に抑えたが、次の試合に出られないほど怪我が悪化した。転入後に陰湿な嫌がらせを受けた浩一に対しフォローを入れ、「このチームはまだ王者の器ではない」と手厳しい指摘をした。
SHIGENO
背番号4、レフトハンド、ディフェンス。前年度のインターハイに出場。
HIRATA
背番号10、レフトハンド。
YOKOMACHI
背番号27、ライトハンド。眉尻が太く、一重で少し鼻が大きい。高校選抜の勇払戦において3対3の同点で決定的な場面で悠人からパスを受け、シュートをしたが浩一のファインセーブによって弾かれた。このシュートが結果として勇払の自殺点となるが、公式の記録上はYOKOMACHIの得点。

#### その他の現役選手
TANI
背番号2、ライトハンド、ディフェンス。団子鼻。ゴールキーパーをカバーしつつ前線へ正確なロングパスが送れる。
TAMURA
背番号9、ライトハンド、センター。高校選抜の勇払戦でTODAのシュートがリバウンドした後、浩一の癖を利用し得点した。
TODA
背番号22、ライトハンド、ライトウイング。

#### 詳細不明
NAGAO
背番号81、レフトハンド。前年度のインターハイ決勝で途中出場し、悠人からロングパスを受け、勇払高校・KANEMOTOを振り切りアシストを果たし、優勝に貢献した。
背番号23
ライトハンド。前年度のインターハイ決勝戦で唯一浩一から得点した選手。スターティングメンバーではなかったが、樋口のディフェンスを振り切り決勝点を奪い、優勝に貢献した。

### 札幌雪花高等学校
札幌市内で一番の不良高校。いつケンカになっても動きやすいように真っ白なジャージを着ている。毎年初夏に勇払高校（1年生を主体としたチーム構成）と練習試合を行う。高校選抜では東武ブラックベアーズを破り1回戦を突破した。劇中最終戦の勇払-清里戦ではホッケー部員全員で客席から試合を観戦していた。
石崎 光男（いしざき みつお）
アイスホッケー部監督。47歳。勇払高校OBで利光の後輩。スキンヘッドで鼻下とアゴにヒゲを蓄えている。

#### 3年生
倉田 浪魅王（くらた ろみお）
背番号2、ライトハンド。札幌まつりでハルナ達をナンパしようとして騒ぎを起こす。柔道一家に生まれ、才能のある兄と弟に挟まれて育った。大柄で顔も大きく発達したエラと剥き出しの前歯が特徴。
菊地 珠愛瑠（きくち じゅえる）
背番号10、ライトハンド。札幌まつりで昌紀を殴る。
体格は小柄で目が大きく眉無し、普段は帽子を被っている。
村田 騎士（むらた ないと）
背番号6、ライトハンド。風貌は長身で長髪。防具のすき間を狙ってスティックでロウのヒザ裏を叩く。
高野 聖流翔（たかの せるしお）
背番号3、キャプテン。ライトハンド。大きな鼻と坊主頭が特徴。
関 虹音（せき れいん）
背番号14。風貌は厚い唇とソフトモヒカン。

#### 1年生
内田（うちだ）
背番号58、レフトハンド。札幌雪ん子ホッケークラブ時代の昌紀の知人。あだ名は「ウッチー」。鼻が大きく下顎が出ている。上級生の汚いプレーに不満を抱いている。

### 釧路十條高校
釧路勢ナンバーワンの実力を持つ高校。高校選抜3回戦で八戸清里を破り、その勢いのまま優勝した。TAKAGIとKITANOはNHL選手並みの体格をしている。
TAKAGI
背番号10、レフトハンド。キャプテン。背が高く体も大きく、極太眉毛で目が細く二重瞼で鼻は長く高い。釧路で凶暴だった頃の直人を知っている。
KITANO
背番号14、レフトハンド。背が高く体も大きく、腕も長い。太めの眉と、白目部分の少ない小さな目が特徴で、鼻が長い。

### その他の人物
アキコ
ロウの母。オリンピックで果たせなかったメダリストの夢をロウに託し、コーチから衣装作りまで全て面倒を見ていた。
ジュニア選手権前日の晩に居眠り運転事故により他界。ロウの父とは随分前に離婚している。
大学で運動生理学や管理栄養学を学び、その大切さをロウに叩き込んでいた。
おじいさん
ロウの母方の祖父（本編では祖父と明言されていないが、ハルナからは「おじいさん」、ロウからは「じいちゃん」と呼ばれる）。アキコの通夜で初めて会ったロウたち兄妹を引き取って、北海道の苫小牧の生家に住まわせている。
アキコとは疎遠だったが、何かしら関係があった様子。センター分け毛柄の猫（と他一匹）を飼っている。
マサト
白川兄妹の幼馴染(1つ年上)でフィギュアスケート選手。ロウが東京で唯一友達と思える存在。
インターハイで訪れた苫小牧で偶然ハルナと再会し、ロウに自分のフリースケーティングを観に来るように伝える。
ババア
勇払高校陸トレ時の演習林の付近にある民家に住む老婆。老婆にもらう水は『ババア水』（後述）と呼ばれている。
花沢 花代（はなざわ はなよ）
番外編に登場。帯広樺白高校女子スピードスケート部員。18歳。女子スピードスケート決勝戦で和歌美と対決した。「カーブの女王」と呼ばれ、コーナリングが得意なためレースの後半に強い。

## 関連用語
ババア水
勇払高校の陸トレを行う、演習林の近くの老婆が住む民家で出される水。練習を抜け出して水を飲んだ1年生はのちにキャプテンになれるという。
ジャージ
勇払高校の氷上練習の際に色でグループ分けをされる「セット」。
- 赤色「1つ目」。タレントを集めたチームの看板。紅露、浩一、牛山、熊野、小林などが着用。
- 黒色「2つ目」。攻守に優れた主力メンバー。甲斐、慶一、東条などが着用。
- 青色「3つ目」。守備重視のメンバー。
- 黄色「4つ目」。体力回復要員。試合ではほとんど出番がない。
- 白色。それ以外のメンバー。ロウ、小杉、安海などが着用。

スペシャルセット
勇払高校が勝負をかけるセット。紅露、牛山、熊野、甲斐のフォワード4人とディフェンスの小林で構成される。
勇払高校校歌
勇払高校は試合前に校歌を歌うのが伝統である。
【歌詞】見よや西に 噴煙雲の 盛り上がる樽前山を仰ぎ 穹天を突く 我ら勇払の気宇 貴き皇国の 隆運は 天地と共に 窮まりなかるべし

## 物語の舞台
北海道苫小牧市を中心とした地域で物語は展開される。苫小牧駅や苫小牧研究林（作中では演習林）、苫小牧港フェリーターミナルが登場する。

### 登場するアイスリンク
- 新横浜スケートセンター（ロウが最後にフィギュアスケートをした全日本ジュニアの会場）
- 長野ビッグハット（ロウがフィギュアを引退した直後の全日本選手権が行われた）
- 沼ノ端スケートセンター（宮森中と北陵中の練習試合）
- 苫小牧市白鳥アリーナ（ロウが中学校3年生の時のインターハイ決勝戦開催地）
- ハイランドスポーツセンター（勇払高校が普段の練習を行う）
- 札幌市月寒体育館（雪花高校との練習試合）
- 王子製紙スケートセンター（2012年6月30日に閉鎖。高校選抜の勇払高校と八戸清里高校の試合[17]）
- テクノルアイスパーク新井田（八戸清里高校が普段の練習を行う）
- 日光霧降アリーナ（ロウが高校1年生の時のインターハイ決勝戦開催地）

## 単行本
- 野田サトル 『スピナマラダ！』 集英社〈ヤングジャンプ・コミックス〉、全6巻
  1. 2011年11月18日発売 ISBN 978-4-08-879233-0
  2. 2012年1月19日発売 ISBN 978-4-08-879259-0
  3. 2012年4月19日発売 ISBN 978-4-08-879315-3
  4. 2012年7月19日発売 ISBN 978-4-08-879373-3
  5. 2012年10月19日発売 ISBN 978-4-08-879430-3
  6. 2012年12月19日発売 ISBN 978-4-08-879576-8

カバーにはアイスホッケーの名選手紹介が記載されている。また第2巻以降の巻末にはオマケ漫画が掲載された。単行本の帯には久保ミツロウ（1巻、カバー裏には福藤豊が推薦文を寄せる）、東北フリーブレイズ田中豪（2巻）、王子イーグルス春名真仁（3巻）、日本製紙クレインズ梁取慎也（4巻）、王子イーグルス久慈修平（5巻）、H.C. TOCHIGI 日光アイスバックス鈴木貴人（6巻）が推薦文を寄せている。

## 取材協力
- 若林弘紀（アイスホッケー技術・戦術監修）
- 武相高校
- 日光明峰高校
- 駒澤大学附属苫小牧高校
- 栃木日光アイスバックス
- 大久保智仁
- 福藤豊
- 内山朋彦[18]
- 川村正博
- 日本製紙クレインズ
- 梁取慎也
- アイスホッケー情報誌 Breakaway編集部

## その他
- アイスホッケー情報誌Breakaway040号(2011年8月1日発売）の表紙にロウが採用された。
- 2012年3月31日、4月1日のアイスホッケー日韓代表戦がスピナマラダ!とコラボで開催された。
- 第60回関東大学アイスホッケー選手権にて大会ポスターやプログラムの表紙にスピナマラダ!のイラストが使われた。
- 2012年5月27日、苫小牧市第2回まちづくりフォーラム セルジオ越後講演会にて22話（ヤングジャンプ掲載時）のカラー扉イラストがポスターに採用された。
- 2012年8月3日 - 8日の全国高等学校選抜アイスホッケー大会にて36話（ヤングジャンプ掲載時）のカラー扉イラストが大会ポスターに採用された。
- 劇中のババア水のエピソードは実話を元にしてあり、4巻に推薦文を寄せた梁取慎也選手は高校1年生時に演習林での練習中に抜け出し、実在の民家のおばあさんに水をもらい、のちにキャプテンになった。 [19]

## ドッグスレッド
ドッグスレッド（DOGSRED）は野田サトルによる日本の漫画。『スピナマラダ!』のリブート作であり、2023年7月27日発売の週刊ヤングジャンプ35号より連載中。野田の体調不良により、隔週連載となっている。
野田は『ゴールデンカムイ』の連載開始直後、ヒットしたら『スピナマラダ!』完全版を書かせてほしいと編集部に頼んでいた。後に野田は「不完全なものをこの世に残しておきたくなかったんです。」と述べている。
『ゴールデンカムイ』が完結した2022年4月発売の週刊ヤングジャンプ22・23合併号では「［スピナマラダ！］再創生。」として野田の新連載開始が告知された。
主人公は『スピナマラダ!』の主人公と同名であり、元フィギュアスケート選手であるなど引き継いだ点もあるが、永久追放となった試合では歴代最高点を出しているなど変更点も見られる。
その他のキャラクターも概ね『スピナマラダ!』を踏襲しているが一部は変更されている。土肥のように役割は変わらないまま細かい設定が変わったキャラクターや、小杉勇希のように『ゴールデンカムイ』の登場人物を取り入れ完全に別デザインとなったキャラクターもいる。一部のキャラクターはファーストネームが変更、または新規設定されており、登場する高校も名称が変更されているものがある（勇払高校→苫小牧狼之神高校、八戸清里高校→八戸鮫王高校）。
基本ストーリーについても『スピナマラダ!』と同じではあるが、野田は前作で飛ばしてしまった試合なども描きたいと述べている。また担当編集者の大熊八甲は、前作より加点するためにはキャラクターの解像度と関係性をより強調することが必要であるとしている。

### 登場人物
『ドッグスレッド』において大きく変更されたキャラクター、または初登場のキャラクターについて触れる。作中において人名のルビはカタカナとなっている。
白川 朗（シラカワ ロウ） / ロウ
眉頭から上に線が入ったデザインとなっており、髪は栗色。
表彰式で暴れたことによって「狂犬王子」のあだ名で呼ばれる。自らのファンクラブが作成した顔写真入りのTシャツを愛用している。
白川 春名（シラカワ ハルナ） / ハルナ
『スピナマラダ!』より気が強く、言動も激しくなっており、札幌雪花高校の不良にも臆しない。
携帯メールで自らの心境を書き綴っている。
白川 善次郎（シラカワ ゼンジロウ）
ロウとハルナを引き取った祖父。ロウに道具を与え、アイスホッケーの基礎を教える。
かつては王子製紙アイスホッケー部のエースでオリンピック代表にも選ばれたが、娘であるアキコがフィギュアスケートの道を選んだために別居することとなった過去を持つ。
源間 慶一（ゲンマ ケイイチ）
ポジションがフォワードになっている。血の気の多さは『スピナマラダ!』より上積みされており「お前の血でゴールライン引いてやる」が口癖。実際に雪花高校との乱闘では数人を倒し、引き摺ってゴールラインを引いている。
土肥 宣人（ドヒ ノブト）
ロウや小杉と同年齢になっており、同時に狼之神アイスホッケー部に入部している。
動画サイトで配信を行っており、試合や練習風景の解説も行う。自動車通学しており、パンツはカルバン・クライン。
小杉 勇希（コスギ ユウキ）
『ゴールデンカムイ』の門倉看守部長に似たデザインとなった。宮森の仲間を裏切り北陵に移った富士を良く思っていない描写が多い。自身も北陵への勧誘を受けたが宮森に残り、完封され続けていた北陵との試合でロウのアシストを得て1点を返すことに成功する。卒業後は狼之神アイスホッケー部に入部している。
富士 美雄（フジ ヨシオ）
ロウや小杉と同年齢で、引き抜かれたことによって宮森から北陵に転入している。ロウたちと同様、卒業後は狼之神アイスホッケー部に入部している。
北陵中3年生の際、卒業した甲斐に代わって慶一とコンビを組んでおり、狼ノ神でも同じポジションの甲斐とは微妙な関係にある。
甲斐 賢吾（カイ ケンゴ）
源間浩一と同じ2年生の設定になっており、血の気の多さも若干抑えられている。父親は狼之神で源間父のチームメイトだったが、怪我によって実業団への道を諦め、トラック運転手となっている。幼い頃から源間家で夕食をとるなど家族同様の関係となっている。
慶一とは小学校から中学までコンビを組んでおり、ポジションが重なり実力も高い富士を入部時から敵視している。
旭 一尊（アサヒ カズタカ）
狼之神2年生のフォワード。チームでは3年生も一目置く足の速さを誇る。『ゴールデンカムイ』の宇佐美上等兵に似ており、口の両側にほくろがあるが、髪は七三分けである。
普段は物静かで後輩の面倒見も良いが、『スピナマラダ!』での甲斐賢吾の設定を引き継ぎ、雪花高校に対しては血の気の多さと喧嘩の強さを遺憾なく発揮した。しかし紅露の言葉には大人しく従う。
常丸 要太（ツネマル ヨウタ）
狼之神3年生のゴーリー。『ゴールデンカムイ』の尾形百之助に似る。1年の時から正ゴーリーに抜擢された実力者だが、2年のインターハイで足の内転筋を痛めており、左右の動きが十分ではない。浩一にポジションを奪われることを警戒しており、肩パットを改造し「いかり肩」にしたり、妹に呪いの泥団子を作らせたりするなどあらゆる手段を使う。王子イーグルスに所属する兄がおり、現状やインターハイの敗戦を持ち出され常にプレッシャーをかけられている。
城崎 剛気（シロサキ ゴウキ）
狼之神3年生のフォワード。後輩たちに「ロッシ先輩」と呼ばれている。ロウのスピナラマの欠点を見抜き、自ら見本となって指導する高い技術の持ち主。
二瓶 利光（ニヘイ トシミツ）
アキコとは早稲田大学時代に面識があり、手を繋いで鎌倉でデートしたことがある。
愛車はピーナッツ号だったが、ロウが手放したボッコで後部を破壊され、ヒグマに襲われたロウを助けるために爆発炎上した。
樋口 準一（ヒグチ ジュンイチ）
狼之神が20連勝を逃した際のキャプテン。決勝戦では気負ったプレイが八戸鮫王の先取点につながり、最終ピリオドではパックをボード外に打ち込んでしまい、ペナルティを取られた。
卒業後、大学のチームを辞め、チンピラの下働きとなっている。OBから戦犯であると責められ、また幻聴にも悩まされている。甲斐に薬物が入っていると見られる袋を手渡している。
石崎 光男（イシザキ ミツオ）
雪花高校アイスホッケー部監督。オールバックの髪型で眼鏡をかけ、左目周辺を縦に走る傷痕が特徴となった。『スピナマラダ!』より更にラフプレーを徹底させ、札幌のアイスホッケーの再興の為には手段を選ばない姿勢を明確にしていたが、同様に二瓶に一喝され改心した。
盤渓 雄次（バンケイ ユウジ）
雪花高校1年。『スピナマラダ!』でのウッチーこと内田の設定を引き継いだキャラクターで背番号も同じ58。札幌雪ん子ホッケークラブでの安海の仲間であり「アズミン」「バンちゃん」と呼び合う仲。高野の後輩でもある。ラフプレーも辞さない監督やチームの方針に同じく不満を漏らし、倉田に掴みかかられる。
高野 聖流翔（タカノ セルシオ）
札幌雪ん子ホッケークラブで安海や盤渓の先輩だった設定になり、顔中にピアスをつけた特徴ある姿となった。盤渓の訴えを聞いて気持ちが揺らぎ、石崎監督に疑問をぶつける。
桐渕 悠人（キリブチ ユウト）
欧米人風の外見の理由としてロシア人との混血という設定になっている。ロシア人の父親は元KGBで、現在は古タイヤをロシアに運ぶ仕事をしている。苫小牧港から宿泊先のホテルまで歩く途中道に迷い、自宅前で練習をしていたロウとの邂逅を果たし、ヤーガームーブなど凄技を披露する。
兜森 忠司（カブトモリ タダシ）
2011年からの八戸鮫王の主将。地元で最も大きな漁師の家系。
実家が東日本大震災で被災し、大損害を出したために実業団への道を諦めている。
五戸 矢太郎（ゴノヘ ヤタロウ）
八戸鮫王のゴーリー。東日本大震災では津波に襲われた実家で祖母を助けた。
避難所生活で一時はアイスホッケーを諦めようとしていたが祖母や桐渕の言葉と、津波で流されたと思っていた道具が全て戻ってきたことで、続けることを決意する。

### 単行本
- 野田サトル 『ドッグスレッド』 集英社〈ヤングジャンプ・コミックス〉、既刊5巻（2025年4月17日現在）
  1. 2024年1月18日発売、ISBN 978-4-08-893086-2
  2. 2024年2月19日発売、ISBN 978-4-08-893087-9
  3. 2024年7月18日発売、ISBN 978-4-08-893309-2
  4. 2024年11月19日発売、ISBN 978-4-08-893499-0
  5. 2025年4月17日発売、ISBN 978-4-08-893618-5

単行本表紙裏には「RULEBOOK」として用語解説が掲載されている。